# Hans-Christoph Seebohm

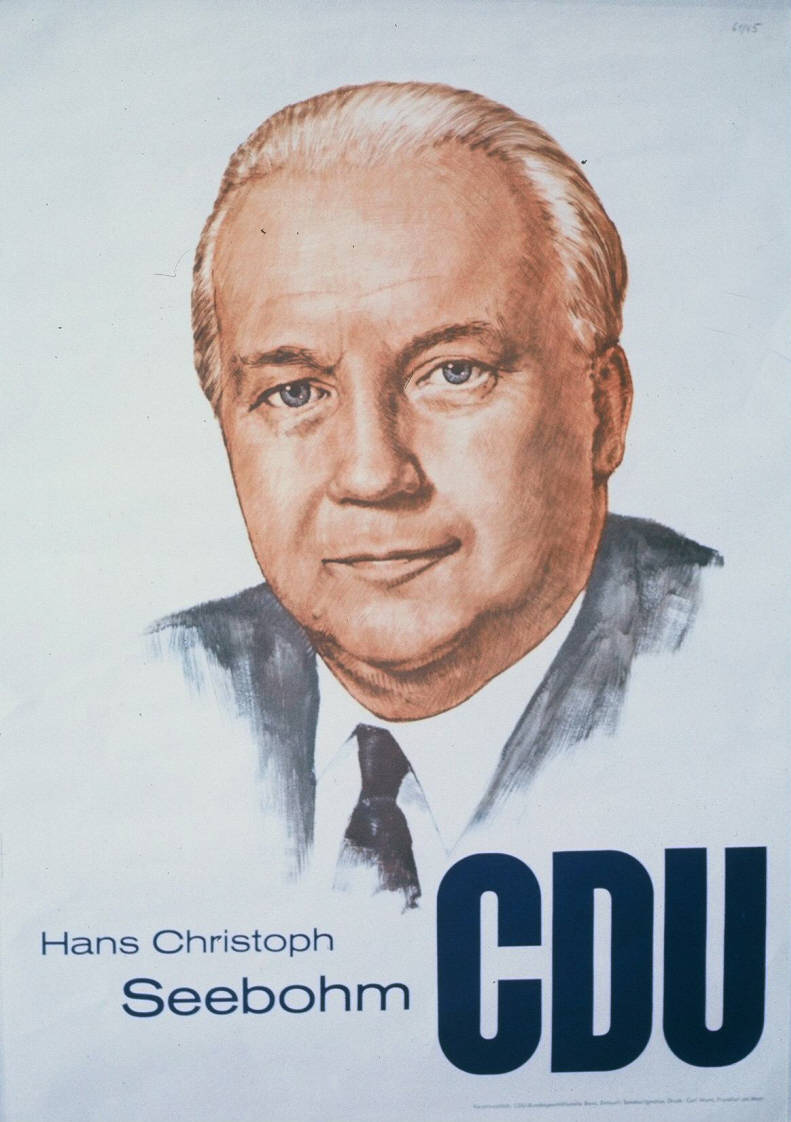
Hans-Christoph Seebohm (1961)

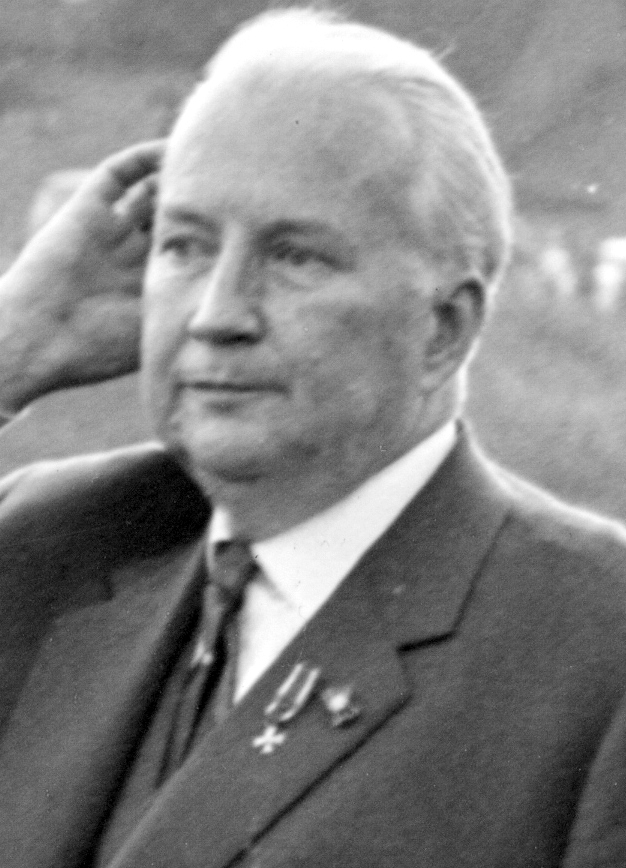
Hans-Christoph Seebohm (1964)

Hans-Christoph Seebohm (* 4. August 1903 in Emanuelssegen, Kreis Pleß, Oberschlesien; † 17. September 1967 in Bonn) war ein deutscher Politiker (DP und CDU). Er war von 1949 bis 1966 Bundesminister für Verkehr, zuletzt für wenige Wochen auch Vizekanzler. Er weist bis heute die längste ununterbrochene Amtszeit als Bundesminister auf.

## Ausbildung und Beruf
Seebohm war ein Sohn des Montanindustrie-Managers Kurt Seebohm (1870–1946) und dessen Frau Ida Seebohm geb. Seebohm (1869–1958).
Nach dem Abitur 1921 am König-Georg-Gymnasium in Dresden studierte er Bergbau- und Ingenieurwissenschaften an der Albert-Ludwigs-Universität Freiburg, der Technischen Hochschule München und der Technischen Hochschule Berlin, das er 1928 mit dem akademischen Grad eines Diplom-Ingenieurs der Fachrichtung Bergbau abschloss. Seit 1923 war er Corpsschleifenträger der Hasso-Borussia Freiburg. Ab 1928 war er als Bergreferendar beim Oberbergamt Halle tätig, 1931 legte er das Staatsexamen ab und wurde zum Bergassessor ernannt. Im Jahr 1932 promovierte er mit der Dissertation Tektonische Untersuchungen im Gebirgsland zwischen Hannover, Pyrmont und Minden zum Dr.-Ing. an der Technischen Hochschule Berlin. Nach 1933 war er in leitenden Funktionen in verschiedenen Bergwerks-, Erdöl- und Maschinenbauunternehmen tätig. So war er bis 1938 Werksleiter der Schachtanlagen Sosnitza und der Preußengrube in Miechowitz/Mechtal und 1939 Bergwerksdirektor der Hohenlohe-Werke AG. Anschließend war er Vorsitzender des Aufsichtsrats der Britannia-Kohlenwerke AG in Königswerth und der 1941 von ihm mitgegründeten Egerländer Bergbau-AG, die als Auffanggesellschaft zur Übernahme „arisierten“ Eigentums gegründet wurde und sich bis zu deren Verkauf in Reichsbesitz befand. Er war auch Vizepräsident der Industrie- und Handelskammer Braunschweig. Laut Braunbuch der DDR war er „beteiligt an der ‚Arisierung‘ jüdischer Bergbauunternehmen nach der Okkupation der CSR, erhielt führende Posten in den Vorständen mehrerer ‚entjudeter‘ Unternehmen.“ „Seine Familie leitete die Einverleibung der chemischen Industrie der CSR in den IG-Farben-Konzern.“ Ein Teil der Forschung hält Seebohm für eindeutig belastet. Andere meinen, die tatsächliche Nähe Seebohms zum NS-Regime sei bisher ungeklärt. Zu seinen engen Freunden gehörte Hans-Hasso von Veltheim, dessen Ehefrau Hildegard geb. Duisberg seine Cousine war; er unterstützte ihn zeitlebens, auch als dessen anthroposophisch geprägtes Begegnungszentrum ins Visier der Nazis geriet.
Von 1945 bis 1949 war er Geschäftsführer der Erdölgesellschaft Deilmann AG in Dortmund. Zudem war er während dieser Zeit Vorsitzender der Wirtschaftsverbände Erdölgewinnung und Maschinenbau in der britischen Besatzungszone. Von 1947 bis 1963 war er Präsident der Industrie- und Handelskammer Braunschweig.
Ab 1950 war Seebohm Mitglied des Vorstands der Sudetendeutschen Landsmannschaft. Von 1959 bis zu seinem Tod war er Sprecher der Landsmannschaft und einer der aktivsten Lobbyisten der Vertriebenenverbände in der Bundeshauptstadt Bonn. Dies zeigte sich auch in Zusammenhang mit der auf seine Initiative vorgenommenen Benennung von Autobahnrastplätzen oder der Lancierung von Berliner Meilensteinen. Seit 1959 machte Seebohm regelmäßig Schlagzeilen durch seine vielkritisierten „Sonntagsreden“, die zahlreiche Auseinandersetzungen mit Adenauer im Bundeskabinett zur Folge hatten. Seebohm galt als rechter, revisionistischer Hardliner in Hinblick auf die deutschen Gebietsverluste infolge des Zweiten Weltkriegs. In seiner „Kasseler Rede“ etwa negierte Seebohm die Grenzen des Vertrags von Versailles und betonte als Vertreter der Sudetendeutschen Landsmannschaft das Recht von Sudetendeutschen auf ihre – inzwischen außerhalb der deutschen Grenzen liegende – Heimat. Pfingsten 1964 forderte er in Nürnberg vor 35.000 Zuhörern die „Rückgabe der geraubten sudetendeutschen Heimatgebiete an das sudetendeutsche Heimatvolk“. Auch mischte er 1961 in der Südtirolfrage mit, bei der es zu terroristischen Anschlägen kam.

## Partei
Nach Kriegsende wurde Seebohm Mitglied der „Niedersächsischen Landespartei“, die sich 1947 in Deutsche Partei umbenannte. Er war damit einer der wenigen Heimatvertriebenen in dieser Partei. Von 1947 bis 1955 war er stellvertretender Bundesvorsitzender der DP. An den Verhandlungen der DP mit der Deutschen Konservativen Partei – Deutschen Rechtspartei und der hessischen Nationaldemokratischen Partei am 1. Juli 1949 über einen gemeinsamen Wahlantritt zur Bundestagswahl 1949 nahm Seebohm für seine Partei gemeinsam mit Adolf Dedekind, Carl Lauenstein, Walter von Lüde, Hans-Joachim von Merkatz, Ernst-August Runge, Heinrich Hellwege und Friedrich Wilke teil. Obwohl die Pläne recht weit gediehen waren, scheiterten sie am Ende, weil die britische Militärregierung erklärte, eine Fusionspartei werde keine Lizenz erhalten und könne somit nicht zur Wahl antreten.
Ein DP-Flugblatt der Zeit berief sich auf Lyrik des rechtsextremen Schriftstellers und Freikorpsführers Bogislav von Selchow: „Ob der Schmach der Feigen, die alles nahm …“ Ab 1949 äußerte sich Seebohm in Reden über Ehrfurcht vor Fahnen der NS-Zeit, sprach vom von den Alliierten erzwungenen Grundgesetz und einer Sozialdemokratie mit asiatischen Wurzeln, die nicht zum Deutschtum führen könnten. Thomas Vogtherr bezeichnet ihn als einen jener Politiker, die die Integration von Vertretern „extrem rechter Positionen in die Politik der jungen Bundesrepublik Deutschland“ angestrebt und bewirkt hätten. Dem Gedanken der Integration widerspricht es indessen, dass er sich – im Widerspruch zum Geist des Grundgesetzes – vielfach extremistische Wertungen zu eigen machte.
Seebohm wurde auf dem Bundesparteitag der DP in Goslar 1952 zum Parteivorsitzenden gewählt, nahm die Wahl aber nicht an. In den folgenden Jahren wuchs die Distanz zu dieser Partei, was sich am 1. Juli 1960 schließlich darin niederschlug, dass Seebohm die DP verließ und am 20. September 1960 Mitglied der CDU wurde. 1964 wurde er zum Vorsitzenden des CDU-Landesverbandes Hannover und 1967 zum Bundesschatzmeister der CDU gewählt.

## Abgeordneter

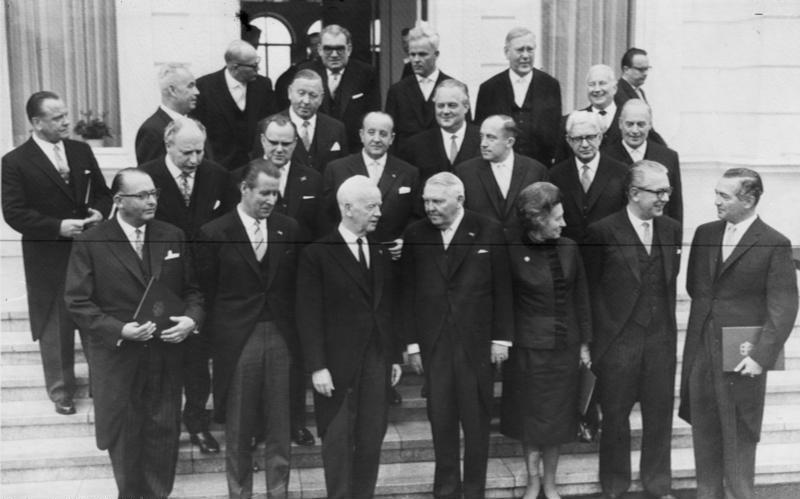
Hans-Christoph Seebohm auf einem Gruppenfoto des Bundeskabinetts (dritte Reihe rechts, 1963)

Von 1946 bis 1951 gehörte er dem Niedersächsischen Landtag an. In den Jahren 1948 und 1949 war er Mitglied des Parlamentarischen Rates und dort Vorsitzender der DP-Gruppe. Von 1949 bis zu seinem Tode war er Mitglied des Deutschen Bundestages.
Bei Beratungen zum Grundgesetz im Parlamentarischen Rat schlug er am 6. Dezember 1948 überraschend ein Verbot der Todesstrafe vor. Damit wollte seine Partei weitere alliierte Todesurteile für NS-Kriegsverbrecher anprangern, um so ehemalige Nationalsozialisten anzuwerben und den Druck zum Beenden der alliierten Entnazifizierung zu erhöhen. Sein Antrag wurde jedoch am 18. Januar 1949 im Hauptausschuss des Parlamentarischen Rates mit 9 zu 6 Stimmen abgelehnt. Als der Abgeordnete Friedrich Wilhelm Wagner am 10. Februar 1949 die Abschaffung der Todesstrafe abermals als Antrag in den Hauptausschuss einbrachte, gelang es ihm, eine Mehrheit zu organisieren, die auch im Plenum des Parlamentarischen Rates bestätigt wurde und in Artikel 102 GG „Die Todesstrafe ist abgeschafft.“ mündete. Am 1. Juli 1960 verließ er die DP-Bundestagsfraktion und wurde nach einer kurzen Zeit als fraktionsloser Abgeordneter am 20. September 1960 Mitglied der CDU/CSU-Bundestagsfraktion.
Hans-Christoph Seebohm zog bei der Bundestagswahl 1949 über die Landesliste Niedersachsens, bei der Bundestagswahl 1957 über die Landesliste Hamburgs und sonst stets als direkt gewählter Abgeordneter des Wahlkreises Harburg-Soltau in den Bundestag ein.

## Öffentliche Ämter
Von 1946 bis 1948 war er Minister des Landes Niedersachsen für Aufbau, Arbeit und Gesundheitswesen in der von Hinrich Wilhelm Kopf geführten Landesregierung. Nach der Bundestagswahl 1949 wurde er am 20. September 1949 als Bundesminister für Verkehr in die von Bundeskanzler Konrad Adenauer geleitete Bundesregierung berufen. Dieses Amt übte er auch unter Bundeskanzler Ludwig Erhard aus, wobei er zuletzt für drei Wochen das Amt des Vizekanzlers innehatte. Dem Kabinett der Großen Koalition gehörte Seebohm dann nicht mehr an und schied daher am 30. November 1966 aus der Bundesregierung aus.

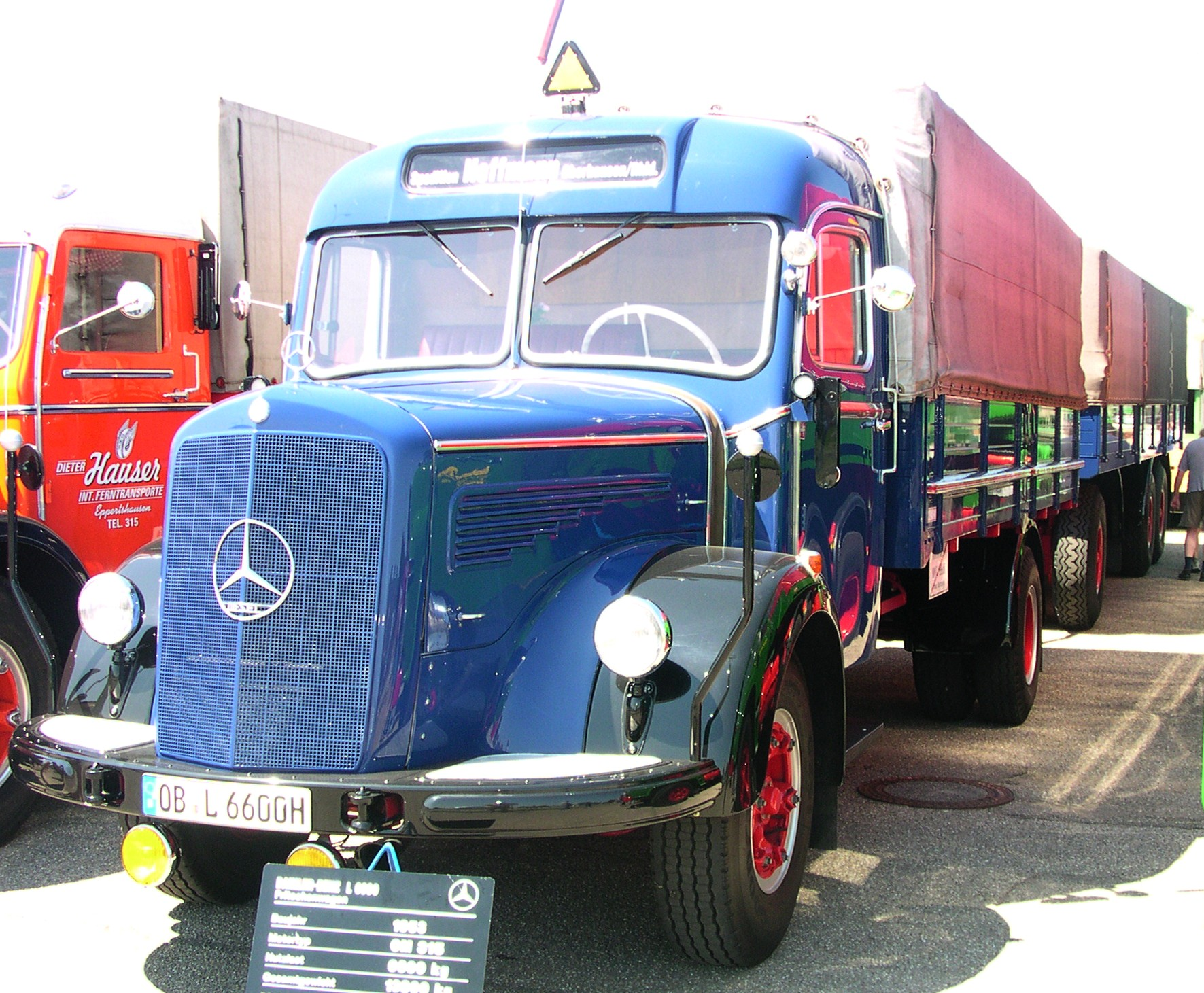
Langhauber-LKW mit zwei Achsen waren bis 1958 üblich (hier: Mercedes-Benz L 315)

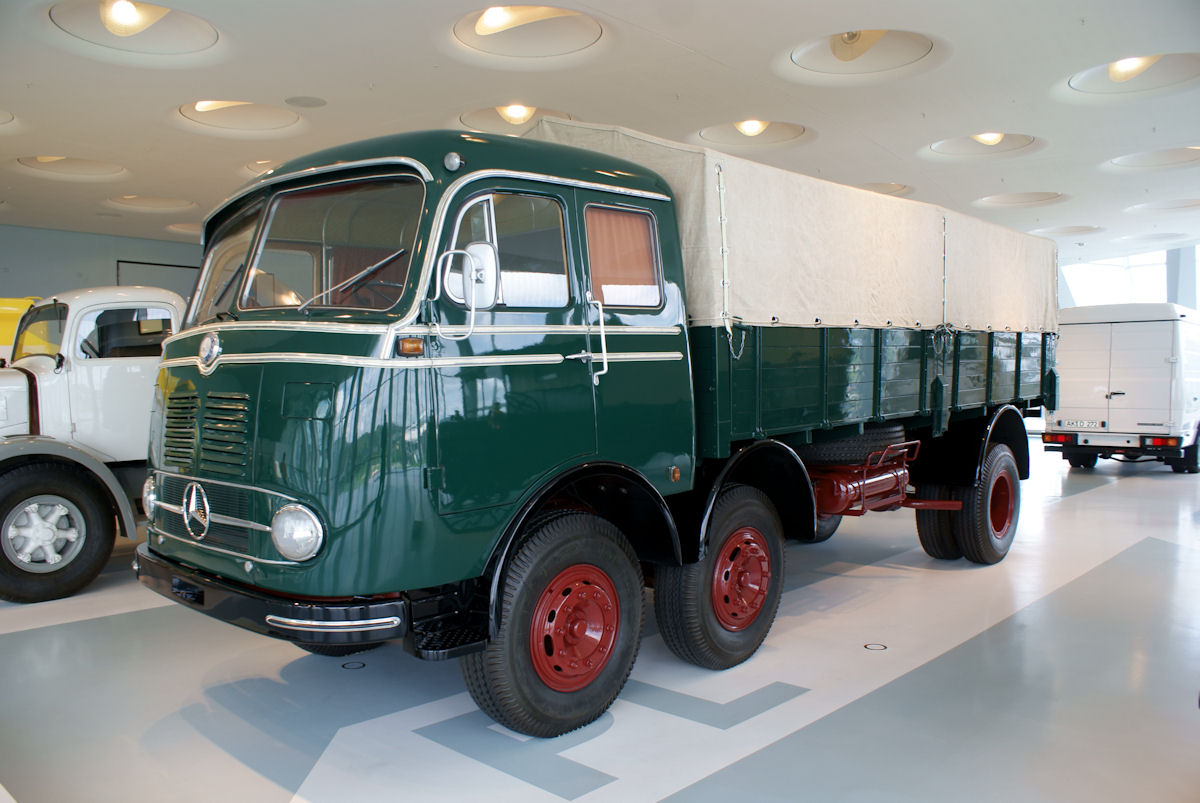
Reaktion auf die Gesetze von Seebohm: „Tausendfüßler“ Mercedes-Benz LP 333 mit Frontlenker-Kabine und dritter Achse darunter

Auf Seebohms Initiative wurden 1951 das Kraftfahrt-Bundesamt als zentrale Sammelstelle für Mitteilungen über Kraftfahrzeuge und deren Führer und das Luftfahrt-Bundesamt als Untersuchungsstelle im Luftverkehr gegründet. Die sogenannten „Seebohm’schen Gesetze“ beschränkten Mitte der 1950er Jahre drastisch die Maße und Gewichte von LKW, um die Deutsche Bundesbahn wieder konkurrenzfähiger zu machen. Durch Verkürzung der Gesamtlänge wurden die bislang üblichen Langhauber-LKW durch Frontlenker abgelöst, und durch Verringerung des zulässigen Gesamtgewichtes von Zweiachsern von 16 t auf 12 t wurde teils eine dritte Achse eingebaut, wie beim „Tausendfüßler“ Mercedes-Benz LP 333. Auch viele Anhänger waren von Ausmusterung bedroht. Aufgrund von Protesten der Fuhrleute sowie im Zuge der europäischen Harmonisierung musste dieser Alleingang bald wieder aufgegeben werden.
Er war 17 Jahre durchgehend Mitglied der Bundesregierung und ist damit der Bundesminister mit der längsten ununterbrochenen Amtszeit. Wenige Politiker wie Wolfgang Schäuble waren noch länger Teil der Bundesregierung, übten diese Ämter aber jeweils mit Unterbrechungen aus.
Nur wenige Monate nach seinem Ausscheiden aus dem Amt starb Seebohm in Bonn an einer Lungenembolie. Seine Urne wurde in Bad Pyrmont auf dem Friedhof an der Lortzingstraße beigesetzt.

## Ehrungen und Kritik
1950 erfolgte eine Beschwerde des Alliierten Hohen Kommissars bei Adenauer wegen Verneinung der Kapitulation Deutschlands. 1953 erhielt Seebohm den Nordgau-Kulturpreis der Stadt Amberg in der Kategorie „Nordgauförderung“.
Seebohm war Ehrenmitglied der Prager Universitäts-Sängerschaft „Barden“ zu München (1954) und Ehrenbürger von Braunschweig (1954) sowie Ehrendoktor (1958) und Ehrensenator (1953) der Technischen Universität Braunschweig. Postum wurde ihm 1968 der Europäische Karlspreis der Sudetendeutschen Landsmannschaft verliehen. Am 17. Mai 1963 wurde er mit dem Bayerischen Verdienstorden ausgezeichnet.
Im Jahre 2010 beschloss der Rat der Stadt Uelzen nach einer intensiven öffentlichen Debatte über die NS-Vergangenheit Seebohms, eine nach ihm benannte Straße umzubenennen. Ebenso wurde die Hans-Christoph-Seebohm-Straße in Düsseldorf im Jahr 2024 umbenannt.

## Familie
Seebohm war verheiratet mit Elisabeth Triebel (1907–1967) aus Tilsit und hatte mit ihr zwei Kinder:
- Thomas Mulvany Seebohm (* 7. Juli 1934; † 25. August 2014), Philosoph
- Irina Odenthal-Seebohm, Medizinerin